# جایزه اربن ایکس
جایزه اربن ایکس (انگلیسی: Urban X Award) یک مراسم جایزهٔ سالیانه در زمینهٔ پورنوگرافی بود. این مراسم به صورت سالیانه از سال ۲۰۰۸ تا ۲۰۱۲ برپا می شد. برندگان این جایزه از طریق رأی هوادارانشان در وبسایت این جشنواره انتخاب می‌شدند.